# Pseudolimnophila subaurantiaca
Pseudolimnophila subaurantiaca är en tvåvingeart som beskrevs av Alexander 1956. Pseudolimnophila subaurantiaca ingår i släktet Pseudolimnophila och familjen småharkrankar.
Artens utbredningsområde är Uganda. Inga underarter finns listade i Catalogue of Life.